# Pluralibacter gergoviae
Pluralibacter gergoviae (früher Enterobacter gergoviae) ist ein gramnegatives, bewegliches, fakultativ anaerobes , stäbchenförmiges Bakterium. P. gergoviae ist für die Kosmetikindustrie von besonderem Interesse, da es eine Resistenz gegen Parabene aufweist, ein häufig in Kosmetikprodukten verwendetes antimikrobielles Mittel.